# Hippodraco
Hippodraco is een geslacht van plantenetende ornithischische dinosauriërs, behorend tot de groep van de Euornithopoda, dat tijdens het vroege Krijt leefde in het gebied van het huidige Noord-Amerika.

## Vondst en naamgeving
In 2004 ontdekte Andrew R. C. Milner bij Andrew's Site, ten noordoosten van Arches National Park, Grand County, Utah, het vrij complete skelet van een iguanodontiër. De botten werden aangetroffen in een groeve waarin ook de skeletten van twee nog niet gedetermineerde euornithopoden, een dromaeosauride en een crocodylomorf werden aangetroffen.
In 2010 werd deze door Andrew T. McDonald, James I. Kirkland, Donald D. DeBlieux, Scott K. Madsen, Jennifer Cavin, Milner zelf en Lukas Panzarin benoemd als de typesoort Hippodraco scutodens. De geslachtsnaam is afgeleid van het Klassiek Griekse hippos, "paard", een verwijzing naar de paardachtige kop en het Latijnse draco, "draak". De soortaanduiding ia afgeleid van het Latijnse scutum, "langwerpig schild" en dens, "tand", een verwijzing naar de tandvorm. 
Het holotype, UMNH VP 20208, is gevonden in de bovenste Yellow Cat-afzetting van de Cedar Mountain-formatie die dateert uit het Barremien-Aptien. Het bestaat uit een schedel en een gedeeltelijk skelet met drie halswervels, drie ruggenwervels, een sacrum bestaande uit vier sacrale wervels, het bekken, een linkerborstbeen, een rechterschouderblad, een rechteropperarmbeen, de bovenkant van het rechterdijbeen, de onderkant van het rechterscheenbeen, het linkersprongbeen en -calcaneum en de gehele linkervoet op de eerste teen na.

## Beschrijving

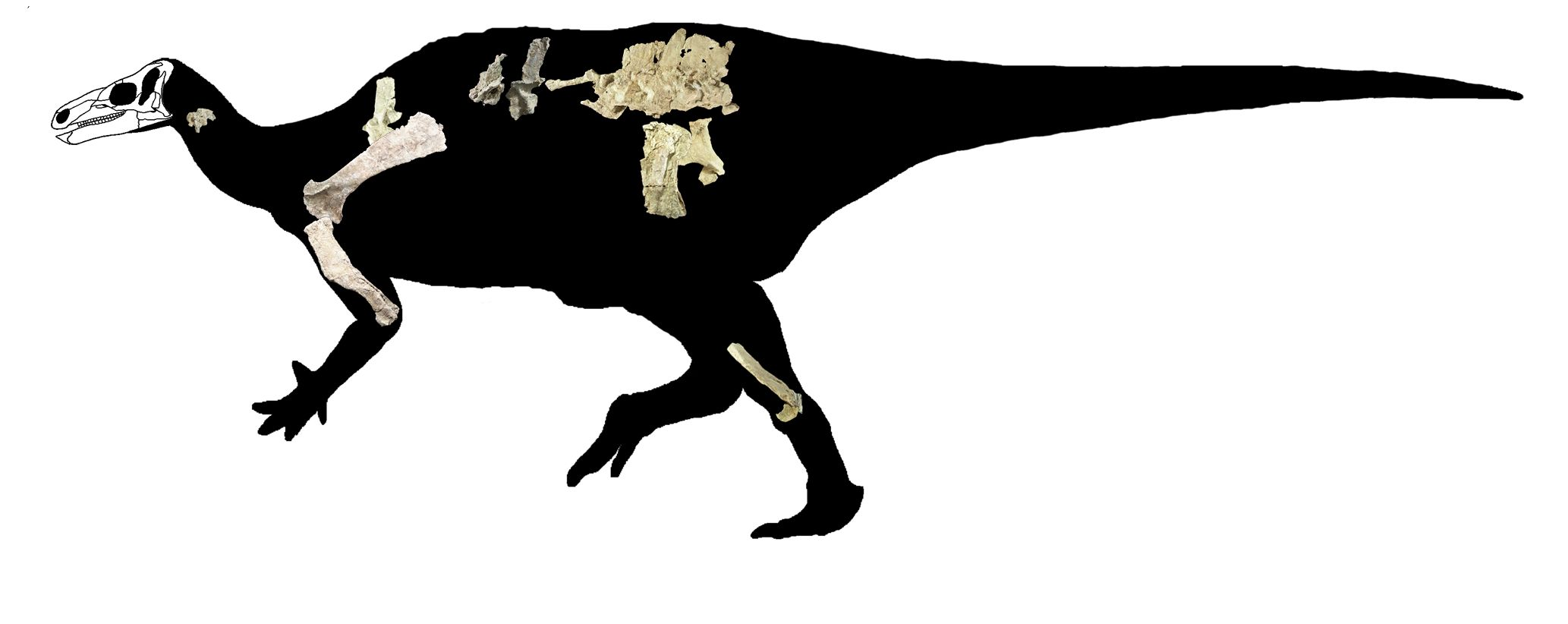
De gevonden delen van het skelet

Hippodraco is een vrij kleine en lichtgebouwde soort met een geschatte lengte van vierenhalve meter. Het opperarmbeen is 32,3 centimeter lang. Het kan echter zijn dat het holotype een onvolgroeid exemplaar betreft, zoals gesuggereerd wordt door de grote oogkas.
De beschrijvers wisten één unieke afgeleide eigenschap, autapomorfie, vast te stellen: de tandrij van de onderkaak buigt middenin sterk naar binnen; aan de buitenkant bevindt zich een beenplateau dat van de eerste tandkas tot de basis van de processus coronoides reikt en naar beneden helt tot waar het contact maakt met de tanden. Aan de buitenrand is dit plateau bol, aan de binnenkant hol. Bij het levende dier was het vermoedelijk aan de buitenkant afgesloten door elastisch weefsel dat van de schedel naar de onderkaak liep zodat een wang gevormd werd.
Verder stelde men een tamelijk unieke combinatie van op zich niet unieke eigenschappen vast: het jukbeen heeft een fijn gegroefd uitsteeksel dat van de onderste achterkant naar achteren reikt tot aan waar het quadratojugale en het quadratum elkaar raken; er bevindt zich geen opening, foramen paraquadratum, tussen het quadratojugale en het quadratum. Deze combinatie is alleen tamelijk uniek want zij wordt gedeeld met Theiophytalia.
Het aantal tanden kon niet precies worden vastgesteld. In de onderkaken is per tandpositie maar één vervangingstand aanwezig.

## Fylogenie
Volgens een kladistische analyse van de beschrijvers is Hippodraco basaal in de Styracosterna geplaatst in een klade met Theiopythalia.